# Roteador

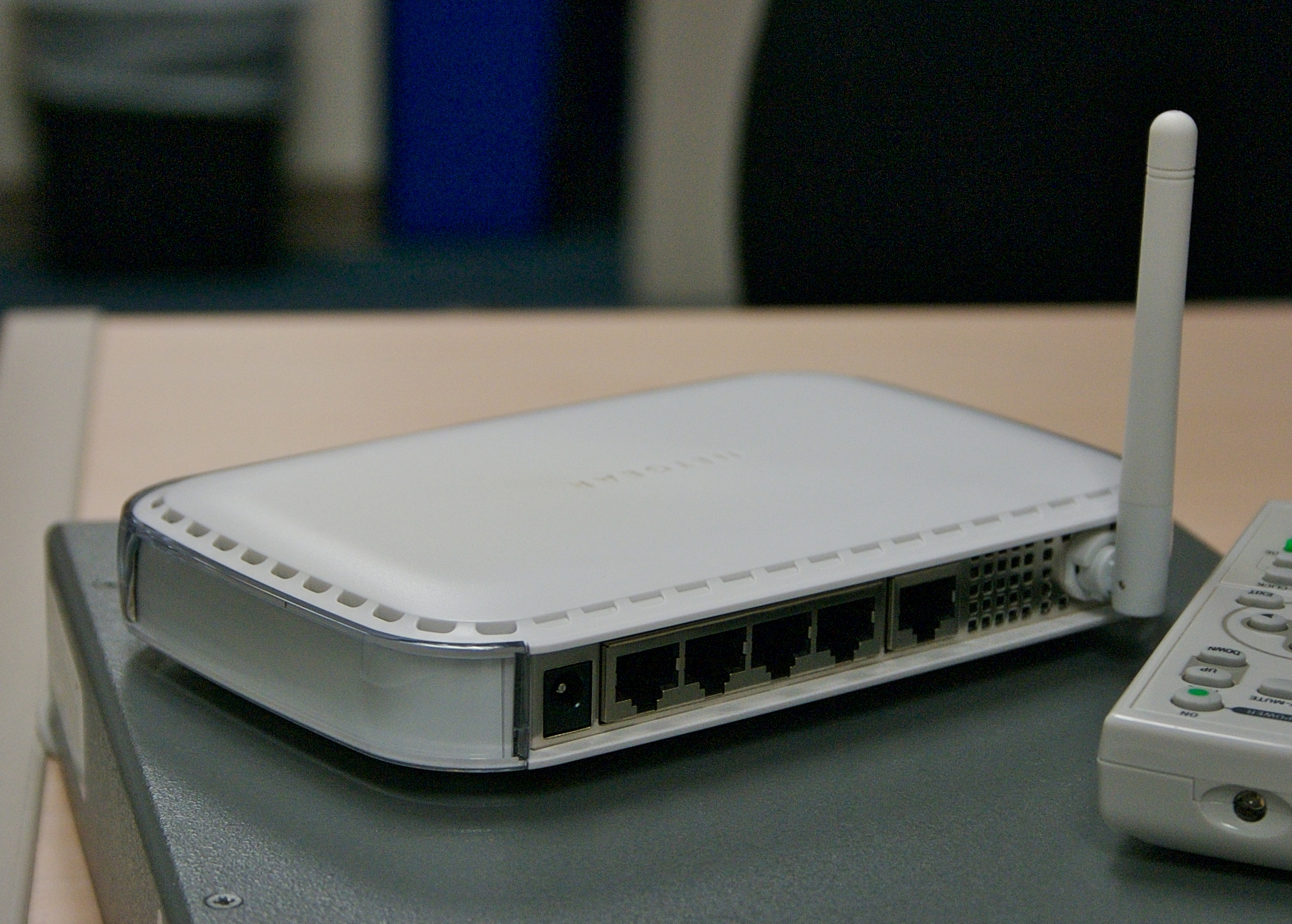
Exemplo de um roteador doméstico moderno. A parte traseira do equipamento mostra as conexões LAN e WLAN.

Um roteador (router, em inglês) é um dispositivo que encaminha pacotes de dados entre redes de computadores, criando um conjunto de redes de sobreposição. Um roteador é conectado a duas ou mais linhas de dados de redes diferentes. Quando um pacote de dados chega em uma das linhas, o roteador lê a informação de endereço no pacote para determinar o seu destino final. Em seguida, usando a informação na sua política tabela de roteamento ou encaminhamento, ele direciona o pacote para a rede de próxima em sua viagem. Os roteadores são os responsáveis pelo "tráfego" na Internet. Um pacote de dados é normalmente encaminhado de um roteador para outro através das redes que constituem a internetwork (interligação de redes) até atingir o destino. Portanto, o roteador é tipicamente um dispositivo da camada 3 (rede) do Modelo OSI.

## Operação[2]
Quando vários roteadores são usados em redes interconectadas, os roteadores podem trocar informações sobre endereços de destino usando um protocolo de roteamento. Cada roteador constrói uma tabela de roteamento, uma lista de rotas, entre dois sistemas de computador nas redes interconectadas.
Um roteador tem dois tipos de componentes de elementos de rede organizados em planos de processamento separados:
- Plano de controle: um roteador mantém uma tabela de roteamento que lista qual rota deve ser usada para encaminhar um pacote de dados e por meio de qual conexão de interface física. Ele faz isso usando diretivas internas pré-configuradas, chamadas de rotas estáticas, ou aprendendo rotas dinamicamente usando um protocolo de roteamento. As rotas estáticas e dinâmicas são armazenadas na tabela de roteamento. A lógica do plano de controle remove as diretivas não essenciais da tabela e constrói uma base de informações de encaminhamento (FIB) a ser usada pelo plano de encaminhamento.
- Plano de encaminhamento: O roteador encaminha pacotes de dados entre as conexões de interface de entrada e saída. Ele os encaminha para o tipo de rede correto usando informações que o cabeçalho do pacote contém correspondidas às entradas no FIB fornecido pelo plano de controle.

## Funcionamento

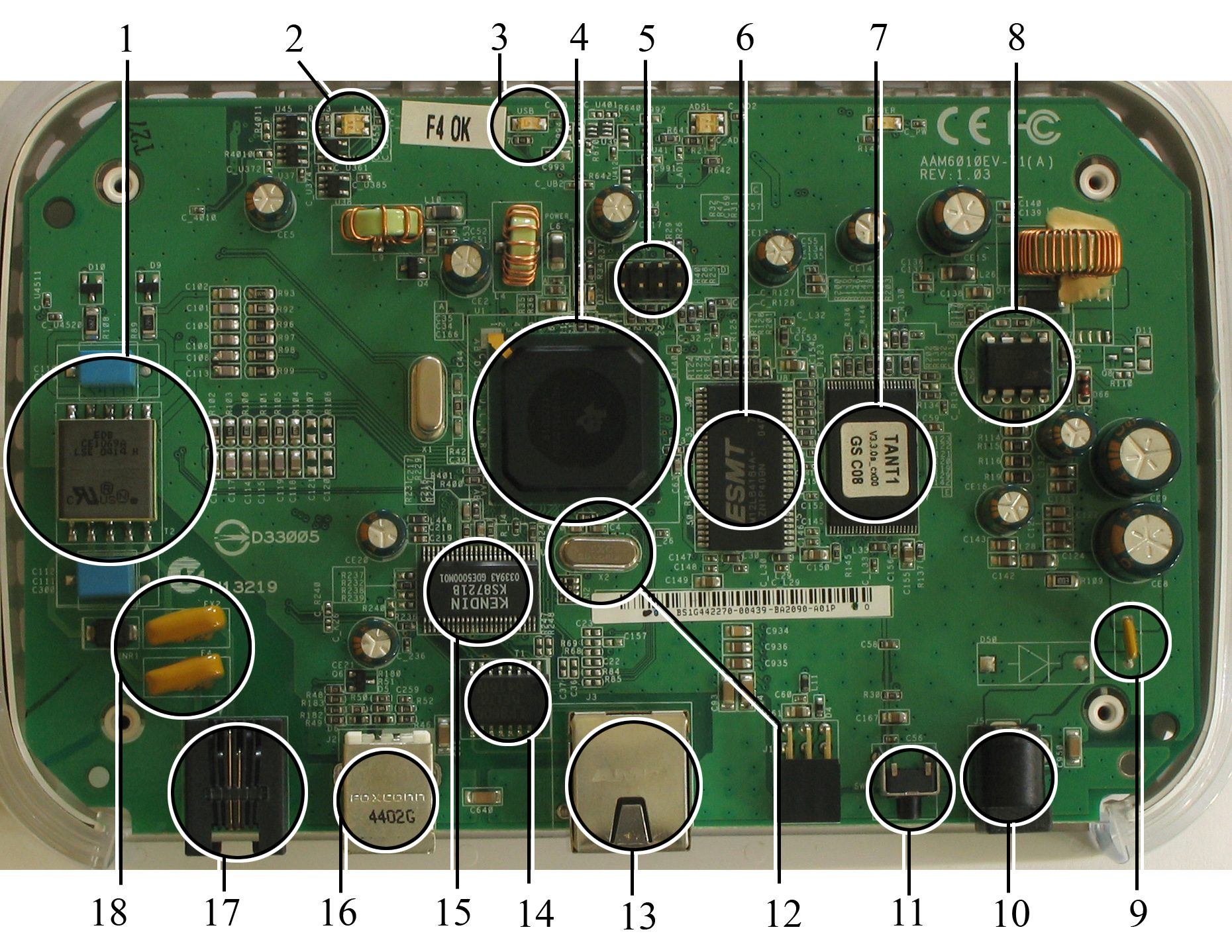
Parte interna de um roteador, a saber:
1 eletrônica do telefone (para ADSL)
2 LED de status da rede
3 LED de status do USB
4 processador da Texas Instruments
5 porta JTAG de teste e programação
6 memória RAM de 8 MB
7 memória flash
8 regulador da alimentação
9 fusível da alimentação principal
10 conector de energia
11 botão de reiniciar
12 cristal de quartzo
13 porta ethernet
14 transformador ethernet
15 transmissor e receptor ethernet
16 porta USB
17 porta do telefone (RJ11)
18 fusível do conector de telefone

Para entender como um roteador funciona, é crucial saber que esse dispositivo se conecta a um modem para receber sinais de internet, decodificá-los e então retransmiti-los via antenas, garantindo a cobertura de uma área específica.
Historicamente, os padrões de um roteador Wi-Fi eram classificados por números e letras complexas como "802.11ac", mas a Wi-Fi Alliance simplificou essa nomenclatura para melhor compreensão. Hoje, usamos termos como Wi-Fi 5 em vez de Wi-Fi 802.11ac, e de forma similar, Wi-Fi 6, ou 802.11ax, representa a tecnologia mais recente, oferecendo maiores velocidades e compatibilidade entre dispositivos de diferentes gerações.
Os roteadores mais modernos necessitam de um cabo de banda larga ligado a um modem como entrada, e geralmente transmitem o sinal de internet através de conectividade sem fio e 4 cabos banda larga.
Os roteadores encaminham os pacotes de dados com base nas informações contidas na tabela de roteamento. Eles preenchem e fazem a manutenção dessas tabelas executando processos e protocolos de atualização de rotas, especificando os endereços e domínios de roteamento, atribuindo e controlando métricas de roteamento. O administrador pode fazer a configuração estática das rotas para a propagação dos pacotes ou pode configurar o roteador para que este atualize sua tabela de rotas através de processos dinâmicos e automáticos.
O problema de configurar rotas estáticas é que, toda vez que houver alteração na rede que possa vir a afetar essa rota, o administrador deve refazer a configuração manualmente. Já a obtenção de rotas dinamicamente é diferente. Depois que o administrador fizer a configuração através de comandos para iniciar o roteamento dinâmico, o conhecimento das rotas será automaticamente atualizado sempre que novas informações forem recebidas através da rede. Essa atualização é feita com a troca de informações entre roteadores vizinhos em uma rede.

## Protocolos de roteamento[4]
Os protocolos de roteamento são os responsáveis pela comunicação entre os roteadores. Eles podem indicar o menor caminho para atingir uma rede –- são os protocolos baseados na distância (vetor de distância)—ou indicam o melhor caminho, que geralmente é o caminho menos congestionado. Estes são os baseados no estado do link (link state), pois testam o caminho para ver se está livre, diferentemente do protocolo baseado na distância.
Os roteadores que usam protocolos baseados no estado do link necessitam conhecer todos os roteadores e caminhos existentes para saber qual o melhor caminho para chegar ao destino. Para os roteadores baseados na distância, isso não é necessário.
São protocolos de roteamento baseados na distância:
- RIP (utilizado pelo IP e pelo IPX)
- EIGRP
- IGRP (utilizados pelos roteadores Cisco)
- RTMP (utilizado pelo AppleTalk)

Os protocolos baseados no estado do link são:
- OSPF (utilizado pelo IP)
- NLSP (utilizado pelo IPX)
- PNNI (utilizado pelo ATM)
- IS-IS

O protocolo BGP é conhecido como protocolo por vetor de caminho, ou seja, inserindo alguns parâmetros este protocolo pode escolher outro caminho que nem sempre é o mais curto.

## Tipos

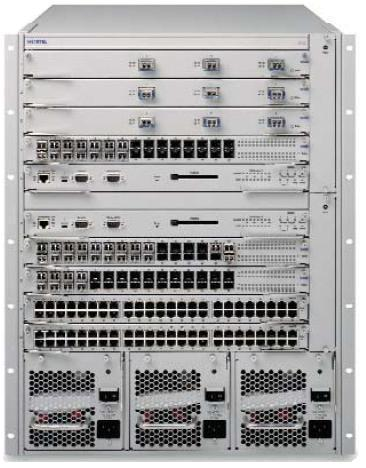
Avaya roteador de core

Roteadores modernos de grande porte assemelham-se a centrais telefônicas, cujas tecnologias atualmente estão sendo convergidas, e que no futuro os roteadores podem até mesmo substituir por completo.
Entre meados da década de 1970 e a década de 1980, microcomputadores eram usados para fornecer roteamento. Apesar de computadores pessoais poderem ser usados como roteadores, os equipamentos dedicados ao roteamento são atualmente bastante especializados, e o uso de hack também pode afetar geralmente com hardware extra para acelerar suas funções como envio de pacotes e encriptação IPsec.
Um roteador que conecta um cliente à Internet é chamado roteador de ponta. Um roteador que serve exclusivamente para transmitir dados entre outros roteadores (por exemplo, em um provedor de acesso) é chamado um roteador-núcleo. Um roteador é usado normalmente para conectar pelo menos duas redes de computadores, mas existe uma variação especial usada para encaminhar pacotes em uma VLAN. Nesse caso, todos os pontos de rede conectados pertencem à mesma rede.